# Angelbogade (Flensborg)
Angelbogade (dansk) eller Angelburger Straße (tysk) er en gade i det indre Flensborg, der fører fra Søndertorvet op til Havretorvet. Gaden forbinder den indre by (Sankt Nikolaj-kvarteret) med det sydøstlige Flensborg (Sankt Hans-Kvarteret og den syd for Havretorvet beliggende bydel Fiskergaarden).
Gaden var op til 1900-tallet den primære indfaldsvej til byen for bønderne fra Angel. Vest for Søndertorvet fortsatte gaden som Frisergaden. Angelbogaden er en af de fem historiske vest-østgående handelsveje (Angelboveje), der førte fra det østlige Angel til Hærvejen. Med Angelboporten/Hansporten og Mølleporten befandt sig to af de flensborgske byporte i Angelbogaden. Ved Mølleporten krydsedes gaden af Møllebækken, som var en udløber af den Lille og Store Mølledam i Flensborg Fjord og som i middelalderen udgjorde grænsen mellem Vis Herred i vest og Husby Herred i øst. I nærheden af Angelbogade lå i middelalderen en lille borg eller gård, som fungerede måske som toldsted for de handlende fra Angel. Derom vidner endnu den lille paralleltløbende gade Ved Damgården.
I dag er gaden præget af sin beliggenhed i den centrale by. Især på strækningen mellem Søndergårdender (Süderhofenden) og Søndertorvet er der mange butikker samt C&A og Flensburg Galerie. Afsnittet mod Søndertorvet er også trafiksaneret og velegnet til blandet færdsel. Her har gaden næsten karakter af en gågade. Strækningen mod Havretorvet har en mere blandet bebyggelse med både mindre butikker, småhuse og en del etageboliger.

## Galleri
- Bygning fra 1700-tallet
- Bygning fra 1804, tegnet af Axel Bundsen
- Købmandsgård i Angelbogade 15
- Havnebanebroen over Angelbogaden, mod Havretorvet, tæt på den tidligere Mølleport